# Schrankia albistrigatis
Schrankia albistrigatis là một loài bướm đêm trong họ Erebidae.